# My Oh My (canção de Aqua)
My Oh My é uma canção gravada pelo grupo  dinamarquês de dance-pop Aqua, que foi lançada em 1997 como o terceiro single do álbum Aquarium. "My Oh My" foi inicialmente lançado em fevereiro de 1997 antes de ser reeditado após o sucesso de "Barbie Girl", "Doctor Jones" e "Lollipop (Candyman)" em agosto de 1998. Como muitas faixas antigas do Aqua, a música contou com os vocais de ambos Lene Nystrøm e René Dif. Foi o quarto lançamento do álbum no Reino Unido, onde alcançou o número 6, o single de menor desempenho do grupo até "Good Morning Sunshine".

## Videoclipe
O vídeo do single mostra os quatro membros do grupo em um navio pirata, com Lene sendo capturada pelos outros membros antes de virar a mesa e assumir o controle da embarcação. Eles então descobrem o tesouro. O vídeo foi um dos cinco vídeos do Aqua dirigidos por Peder Pedersen.

## Recepção
Alex Young, do Conseqüence of Sound, deu uma recepção mista, escrevendo: "O som de um cavalo galopando no começo realmente atrai o interior de um cavalo equestre, mas as letras de Dif estavam faltando." 

## Listagem de faixas
| 1. "My Oh My" (edição de rádio) - 3:22 2. "My Oh My" (versão estendida) - 5:03 3. "My Oh My" (Disco Mix dos anos 70) - 3:23 4. "My Oh My" (Spike, Clyde'n'Eightball Club Mix) 5:02 5. "My Oh My" (H2O Club Mix) - 7:32 6. "Tema Original Spinet" * - 0:59 7. "My Oh My " - 3:16 - Uma versão instrumental curta da faixa, desde os primeiros estágios de desenvolvimento da produção de "My Oh My". 1. "My Oh My" (edição de rádio) - 3:22 2. "My Oh My" (versão estendida) - 5:03 3. "My Oh My" (Disco Mix dos anos 70) - 3:23 4. "My Oh My" (Spike, Clyde'N'Equipe do Clube de Eightball) - 5:02 5. "My Oh My" (H²O Club Remix) - 7:32 6. "Tema Original Spinet" - 0:59 Lado a 1. "My Oh My" (Spike, Clyde'N'Equipe de Clubes de Equitação) 2. "My Oh My" (versão estendida) Lado B 1. "Meu Oh Meu" (H2O Club Remix) 2. "My Oh My" (Disco Mix dos anos 70) |